# Microsessinia rufithorax
Microsessinia rufithorax es una especie de coleóptero de la familia Oedemeridae.

## Distribución geográfica
Habita en Guinea.